# Martin T3M
Martin T3M là một loại máy bay ném bom ngư lôi của Hoa Kỳ trong thập niên 1920.

## Biến thể
T3M-1

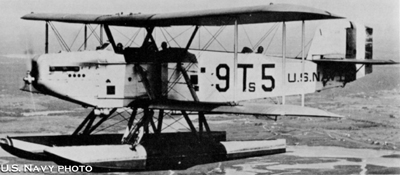
T3M-2
XT3M-3
XT3M-4

## Quốc gia sử dụng
United States
- Thủy quân Lục chiến Hoa Kỳ[1]
- Hải quân Hoa Kỳ

## Tính năng kỹ chiến thuật (T3M-2)
Dữ liệu lấy từ US Navy Aircraft since 1911 
Đặc điểm tổng quát
- Kíp lái: 3
- Chiều dài: 41 ft 4 in (12,60 m)
- Sải cánh: 56 ft 7 in (17,25 m)
- Chiều cao: 15 ft 1 in (4,60 m)
- Diện tích cánh: 883 ft² (82,1 m²)
- Trọng lượng rỗng: 5.814 lb (2.643 kg)
- Trọng lượng có tải: 9.503 lb (4.320 kg)
- Động cơ: 1 × Packard 3A-2500, 770 hp (574 kW)

 Hiệu suất bay 
- Vận tốc cực đại: 109 mph (95 kn, 175 km/h)
- Tầm bay: 634 mi (551 nmi, 1.020 km)
- Trần bay: 7.900 ft (2.400 m)
- Tải trên cánh: 10,8 lb/ft² (52,6 kg/m²)
- Công suất/trọng lượng: 0,081 hp/lb (0,13 kW/kg)
- Leo lên độ cao 5.000 ft: 16,8 phút

Trang bị vũ khí

- 1 × súng máy 0.3 in (7,62 mm)
- 1 × ngư lôi hoặc bom